# I wojna samnicka
I wojna samnicka – konflikt pomiędzy Republiką rzymską a plemionami Samnitów.
Rozpoczętą w roku 343 p.n.e. wyprawą wojsk rzymskich do Kampanii na prośbę Kapui, jednakże w wyniku buntu legionów zakończona bez rozstrzygnięcia w roku 341 p.n.e.

## Przyczyny konfliktu
Samnici, posługujący się spokrewnionym z łaciną językiem oskijskim, zamieszkiwali na wschód i południowy wschód od Lacjum. W Rzymie uważani byli za dobrych sąsiadów, nawet za przyjaciół. 
W roku 343 p.n.e. Samnici zagrozili najazdem miastu Teanum, leżącym w Apulii u podnóży Apeninów. Mieszkańcy miasta zwrócili się o pomoc do stolicy Kampanii, bogatej i ludnej Kapui. Kampanowie byli gotowi przyjść z pomocą, ale nie ufali w swe własne siły. I gdy Samnici zwrócili się również przeciw nim, wysłali po pomoc do Rzymu.
Przybycie posłów z Kapui wywołało w Rzymie konsternację. Po długich naradach Senat rzymski odpowiedział, że republika nie może z Samnitami wojować, może natomiast wystąpić w roli arbitra i podjąć się negocjacji. W tej sytuacji kapuańczycy oddali swe miasto pod protekcję Rzymu w przekonaniu, że napastnicy nie ośmielą się zaatakować jego poddanych. Tego Senat się nie spodziewał: Kapua była miastem od Rzymu większym i bogatszym, nie sposób było taką ofertę odrzucić. Kapua otrzymała obywatelstwo rzymskie, a Samnitów powiadomiono, że atakują terytoria republiki, więc powinni się wycofać. Samnici nie zareagowali i zaczęła się wojna.

## Przebieg wydarzeń
Jeszcze w tym samym 343 roku p.n.e. doszło do bitwy pod Saticulą (Rzymianie pod wodzą konsula Corneliusa zwyciężyli Samnitów − podobno padło 30 000 zabitych). W roku 342 p.n.e. stoczone zostały bitwa pod Mons Gaurus i pod Suessa Aurunca (Suessulą), ale w rok później legiony rzymskie w Kapui wszczęły bunt. W tej sytuacji SPQR musiał zawrzeć z Samnitami pokój. Jego preliminaria podpisano w 341 roku p.n.e.